# Agave vivipara
Agave vivipara, con diversos nombres comunes: ixtli de México, maguey divino o theometl de México, es una especie perteneciente a la familia de las Asparagaceae. 

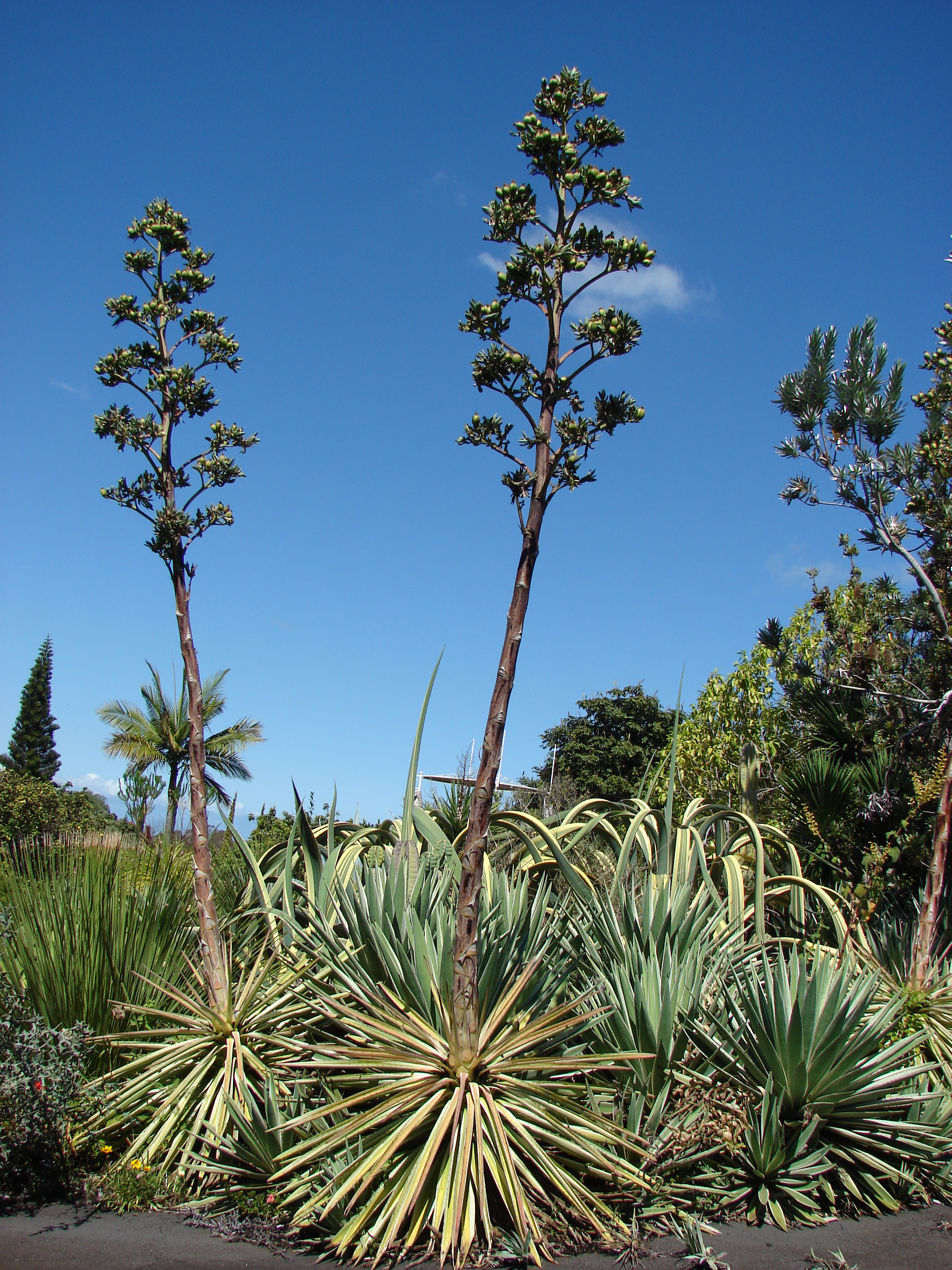
En su hábitat

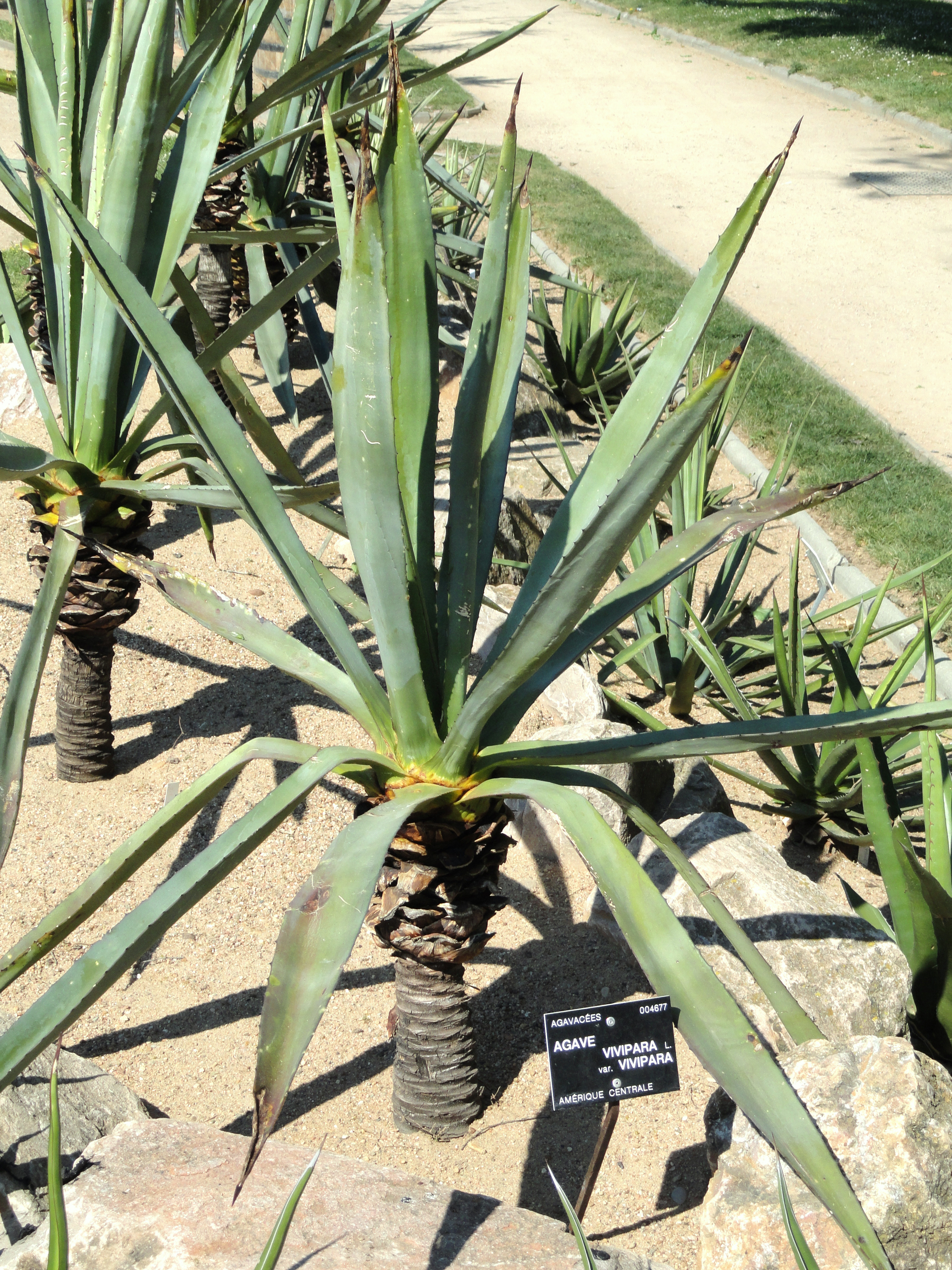
En el Jardín Botánico de Lyon

## Descripción
Presenta un tronco corto y hojas lanceoladas de 120 cm de longitud y 10 cm de ancho, de color verde pálido a gris y borde blanco, generalmente cóncavas en el haz y convexas en el envés. Cada hoja lleva una espina terminal de unos 3 cm de longitud de color marrón oscuro. La inflorescencia tiene de 3 a 5 m de altura con flores amarillo-verdosas que se disponen en umbelas. 
Si bien es originaria de México se ha naturalizado en diversas partes del mundo, como por ejemplo en Sudáfrica, y Portugal.

## Variedades
El taxón presenta 6 variedades botánicas, las que se listan a continuación junto con la publicación válida y su distribución geográfica:
- Agave vivipara var. deweyana (Trel.) P.I.Forst., Brittonia 44: 74 (1992). México (Tamaulipas, Veracruz)
- Agave vivipara var. letonae (Taylor ex Trel.) P.I.Forst., Brittonia 44: 74 (1992). Guatemala, El Salvador.
- Agave vivipara var. nivea (Trel.) P.I.Forst., Brittonia 44: 74 (1992). Guatemala
- Agave vivipara var. rubescens (Salm-Dyck) P.I.Forst., Brittonia 44: 74 (1992). México
- Agave vivipara var. sargentii (Trel.) P.I.Forst., Brittonia 44: 75 (1992). México
- Agave vivipara var. vivipara (sin.: Agave angustifolia). Distribuida en México a América Central.

## Taxonomía
Agave vivipara fue descrita por Carlos Linneo y publicado en Species Plantarum 1: 323. 1753.
Etimología
Agave: nombre genérico que fue dado a conocer científicamente en 1753 por el naturalista sueco Carlos Linneo, quien lo tomó del griego Agavos. En la mitología griega, Ágave era una ménade hija de Cadmo, rey de Tebas que, al frente de una muchedumbre de bacantes, asesinó a su hijo Penteo, sucesor de Cadmo en el trono. La palabra agave alude, pues, a algo admirable o noble.
vivipara: epíteto latino que significa "vivíparo".
Sinonimia
A continuación se listan los sinónimos de este taxón conjuntamente con muchos de los nombres no válidos o ilegítimos:
- Agave deweyana Trel., Trans. Acad. Sci. St. Louis 18: 35 (1909).
- Agave angustifolia var. deweyana (Trel.) Gentry, Agaves Cont. N. Amer.: 564 (1982).
- Agave letonae Taylor ex Trel., J. Wash. Acad. Sci. 15: 393 (1925).
- Agave angustifolia var. letonae (Taylor ex Trel.) Gentry, Agaves Cont. N. Amer.: 564 (1982).
- Agave nivea Trel., Trans. Acad. Sci. St. Louis 23: 143 (1915).
- Agave angustifolia var. nivea (Trel.) Gentry, Agaves Cont. N. Amer.: 566 (1982).
- Agave rubescens Salm-Dyck, Hort. Dyck.: 306 (1834).
- Agave angustifolia var. rubescens (Salm-Dyck) Gentry, Agaves Cont. N. Amer.: 566 (1982).
- Agave angustifolia var. sargentii Trel., Rep. (Annual) Missouri Bot. Gard. 22: 99 (1911 publ. 1912).
- Agave rigida Mill., Gard. Dict. ed. 8: 8 (1768).
- Agave lurida Jacq., Collectanea 4: 94 (1791), nom. illeg.
- Agave angustifolia Haw., Syn. Pl. Succ.: 72 (1812), nom. illeg.
- Agave flaccida Haw., Syn. Pl. Succ.: 73 (1812).
- Furcraea rigida (Mill.) Haw., Syn. Pl. Succ.: 74 (1812).
- Agave jacquiniana Schult. & Schult.f. in J.J.Roemer & J.A.Schultes, Syst. Veg. 7(1): 727 (1829).
- Agave bromeliifolia Salm-Dyck, Hort. Dyck.: 303 (1834).
- Agave ixtli Karw. ex Salm-Dyck, Hort. Dyck.: 304 (1834).
- Agave punctata Kunth, Enum. Pl. 2: 837 (1837).
- Agave yxtli Karw. ex G.Don in R.Sweet, Hort. Brit., ed. 3: 705 (1839).
- Agave serrulata Karw., Allg. Gartenzeitung 10: 51 (1842).
- Agave theoxmuliana Karw. ex M.Roem., Fam. Nat. Syn. Monogr. 4: 292 (1847).
- Agave elongata Jacobi, Hamburger Garten- Blumenzeitung 21: 168 (1865).
- Agave excelsa Jacobi, Hamburger Garten- Blumenzeitung 22: 215 (1866).
- Agave flavovirens Jacobi, Hamburger Garten- Blumenzeitung 22: 270 (1866).
- Agave houlletii Jacobi, Hamburger Garten- Blumenzeitung 22: 268 (1866).
- Agave ixtlioides Hook.f., Bot. Mag. 97: t. 5893 (1871).
- Agave rigida var. longifolia Engelm., Trans. Acad. Sci. St. Louis 3: 316 (1875).
- Agave cuspidata Baker, Gard. Chron., n.s., 1877: 137 (1877).
- Agave vivipara var. bromeliifolia (Salm-Dyck) A.Terracc., Prim. Contr. Monogr. Agave: 46 (1885).
- Agave wightii J.R.Drumm. & Prain, Bengal Agric. Bull. 8: 15 (1906).
- Agave angustifolia var. marginata Trel. in K.Linsbauer (ed.), Wiesner Festschrift: 343 (1908).
- Agave aboriginum Trel., Trans. Acad. Sci. St. Louis 18: 34 (1909).
- Agave endlichiana Trel., Trans. Acad. Sci. St. Louis 18: 34 (1909).
- Agave lespinassei Trel., Trans. Acad. Sci. St. Louis 18: 33 (1909).
- Agave zapupe Trel., Trans. Acad. Sci. St. Louis 18: 32 (1909).
- Agave bergeri Trel. ex A.Berger, Hortus Mortolensis: 11 (1912), nom. nud.
- Agave donnell-smithii Trel., Trans. Acad. Sci. St. Louis 23: 144 (1915).
- Agave kirchneriana A.Berger, Agaven: 252 (1915).
- Agave prainiana A.Berger, Agaven: 246 (1915).
- Agave sicifolia Trel., Trans. Acad. Sci. St. Louis 23: 141 (1915).
- Agave pacifica Trel., Contr. U. S. Natl. Herb. 23: 118 (1920).
- Agave panamana Trel., Contr. U. S. Natl. Herb. 23: 114 (1920).
- Agave yaquiana Trel., Contr. U. S. Natl. Herb. 23: 120 (1920).
- Agave owenii I.M.Johnst., Proc. Calif. Acad. Sci., IV, 12: 999 (1924).
- Agave prolifera Schott ex Standl., Publ. Field Columb. Mus., Bot. Ser. 3: 232 (1930).
- Agave costaricana Gentry in Allan Hancock, Pacific Exped. Univ. S. Calif. 13: 195 (1949).
- Agave angustifolia var. marginata Gentry, Agaves Cont. N. Amer.: 564 (1982), nom. inval.
- Agave vivipara var. marginata P.I.Forst., Brittonia 44: 74 (1982), nom. inval.